# Interlocutor
Os interlocutores são as pessoas que participam do processo de interação que se dá por meio da linguagem. É aquele que toma parte da conversação.
Em Teoria da comunicação, o emissor e o receptor também são conhecidos como locutores.
Normalmente, o emissor faz o pedido (ou a pergunta) e o receptor garante a resposta. A pequena parte, o emissor faz o pedido (ou a pergunta) e o receptor não garante a resposta.